# Jacques Champion de Chambonnières
Jacques Champion de Chambonnières (* Ende 1601 oder 1602 in Paris; † vor dem 4. Mai 1672 ebenda) war ein französischer Cembalist und Komponist des Barock. Er war der Begründer der französischen Cembaloschule (Clavecinisten).

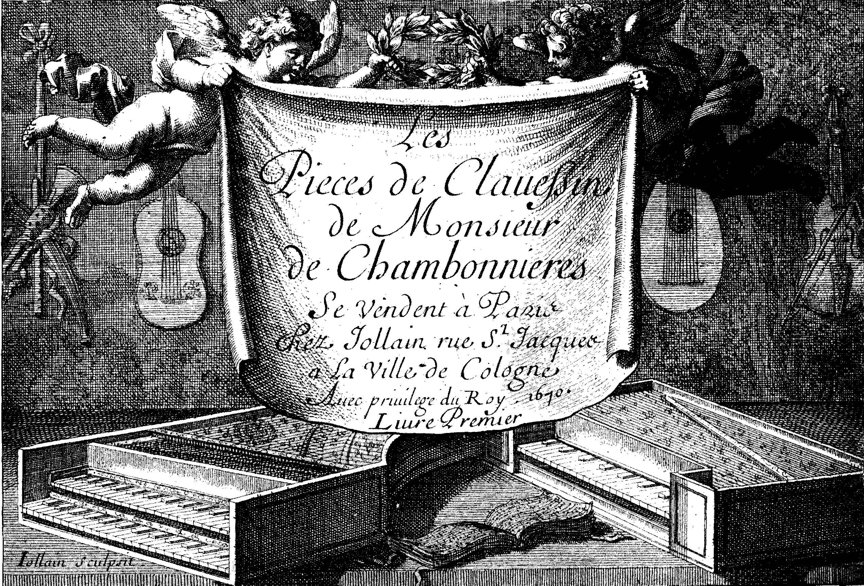
Les pièces de clavessin […] livre premier. Paris, 1670.

## Leben und Wirken
Chambonnières stammte aus einer Musikerfamilie. Bereits sein Großvater Thomas Champion, gen. Mithou (ca. 1525 – ca. 1580), und sein Vater Jacques Champion, Sieur de la Chapelle (um 1555–1642), waren Organisten am französischen Königshof. Sein Großvater trat auch als Tänzer auf, und sein Vater war auch Cembalist (joueur d’ espinette). Chambonnières war das erste, und zunächst einzige, Kind seines Vaters aus dessen zweiter Ehe mit Anne, der Tochter des Robert Chastriot, Sieur de Chambonnières. Der klingende Name Chambonnières stammte also vom Großvater mütterlicherseits.
Schon im September 1611 übertrug sein Vater ihm die Anwartschaft auf das Amt als königlicher Cembalist. Trotzdem musste Chambonnières nach 1631 dieses Amt seiner Familie für einen hohen Preis abkaufen und seiner Mutter und seinen beiden jüngeren Geschwistern 3000 Livres nach dem Tode seines Vaters zahlen. Dies könnte ein Grund für die finanziellen Schwierigkeiten gewesen sein, in die er später geriet.
Chambonnières war spätestens 1632 „gentilhomme ordinaire de la Chambre du Roi“ unter Ludwig XIII (1610–1643). Etwa zu dieser Zeit war er bereits berühmt als Komponist und herausragender Interpret wunderbarer Cembalostücke (Pièces de clavecin), und Mersenne lobte ihn 1636 für „…die Schönheit seiner Werke, den schönen Anschlag, die Leichtigkeit und Geläufigkeit der Hände zusammen mit einem sehr feinen Ohr, so dass man sagen kann, dass dieses Instrument seinen letzten (größten) Meister gefunden hat.“.
Neben seiner Tätigkeit bei Hofe begann Chambonnières um 1641 musikalische Zusammenkünfte zu organisieren, die zweimal wöchentlich mittwochs und samstags stattfanden und wo 10 Musiker diverse Vokal- und Instrumentalmusik aufführten – offenbar nach Art der italienischen accademie. Christiaan Huygens berichtete 1655 seinem Vater Constantijn von einer solchen „assemblée des honnestes curieux“, wo Chambonnières „bewundernswert schön“ („admirablement bien“) gespielt habe.
Nach dem Tode seines Vaters 1642 führte Chambonnières offiziell den Titel „joueur d’espinette“. Er hatte zahlreiche Schüler, und sogar Johann Jacob Froberger interessierte sich brennend dafür, Musikstücke von ihm kennenzulernen. Laut Titon du Tillet (1732) lernte Chambonnières die drei Brüder Louis, Charles und François (I) Couperin kennen, als er auf dem Landgut seiner Mutter in der Nähe von Chaumes-en-Brie war und die drei für ihn zu seinem Namenstag ein Ständchen spielten. Er erkannte das Talent von Louis Couperin und schlug vor, dass er mit ihm nach Paris komme: „… Diesen Vorschlag nahm Louis Couperin mit Vergnügen an und Chambonnières führte ihn in Paris und am Hof ein. …“.
Zwischen 1635 und 1654 wirkte Chambonnières auch als Tänzer in einigen Ballets de Cour mit, vor allem im berühmten Ballet Royal de la nuit am 23. Februar 1653, in dem der 14-jährige Ludwig XIV. zum ersten Mal als Sonnengott auftrat.
Chambonnières soll auf großem Fuße über seine Verhältnisse gelebt haben. Jedenfalls geriet er Mitte der 1650er Jahre immer mehr in finanzielle Schwierigkeiten: 1656 versuchte er eine temporäre Anstellung bei Königin Christine von Schweden zu bekommen und mithilfe von Christiaan und Constantijn Huygens eine Konzertreise durch Brabant zu organisieren; beide Projekte kamen nicht zustande. 1657 musste Chambonnières ein Grundstück seiner Mutter verkaufen, und wenige Monate später ließ seine zweite Frau Marguerite Ferret eine offizielle Trennung ihrer Besitztümer verfügen, und sie „…verkaufte … einige ihm gehörende Gegenstände, um den ihr in der Ehe entstandenen Verlust zu kompensieren,…“. Zu allem Überfluss war sein Stern auch bei Hofe langsam am Sinken, denn im Februar des gleichen Jahres 1657 hatte Ludwig XIV den jungen Étienne Richard zu seinem Cembalolehrer erwählt.
Nachdem Jean-Baptiste Lully 1661 „surintendant de la musique de la chambre“ geworden war, kam es zum endgültigen „Fall“ Chambonnières’, weil dieser sich angeblich geweigert hatte, den Generalbass in einem von Lullys Werken zu spielen (Der Gambist Jean Rousseau behauptete später, Chambonnières habe nicht nach Ziffern spielen können). Laut Titon du Tillet (1732) habe man Louis Couperin die Stelle seines ehemaligen Freund und Förderers angeboten, aber er soll aus Loyalität abgelehnt haben; Couperin starb ohnehin im gleichen Jahr.
Am 23. Oktober 1662 verkaufte der 60-jährige Chambonnières sein Amt als joueur d’espinette für 2000 Livres an Jean-Henri d’Anglebert, er bewahrte sich aber eine Pension von 1800 Livres im Jahr. Der gealterte Komponist machte noch ein paar Pläne, eine Stelle im Ausland zu finden (u. a. in Brandenburg), die jedoch scheiterten. Ein letztes Konzert gab er 1665 für die Herzogin von Orléans.
Chambonnières veröffentlichte 1670 zwei Bücher Pièces de clavessin.
Er starb vermutlich im April 1672. In seinem Nachlass befanden sich: Eine luxuriös ausgestattete „espinette“ mit Chinoiserien und einem Deckelgemälde des Parnass; ein Cembalo im Wert von 60 Livre und ein einfacheres im Wert von 20 Livres; und ein Regal. Eines dieser Cembali war vielleicht das zweimalige Instrument von Joannes Couchet, das Constantijn Huygens 1655 in einem Brief erwähnt hatte.
Chambonnières war zweimal verheiratet, zuerst von ca. 1621/22 bis Anfang der 1650er Jahre mit Marie Leclerc. Seine zweite Frau Marguerite Ferret heiratete er am 16. Dezember 1652.

## Werk
Chambonnières übte einen großen Einfluss auf die Entwicklung der französischen und internationalen Cembalomusik aus, insbesondere auf die Entwicklung der barocken Suite. Obwohl man nur verschwindend wenig französische Tastenmusik von seinen Vorgängern kennt, steht eindeutig fest, dass es mit ihm zu einem völligen Stilwandel kam. Er ist der Schöpfer eines ganz eigenen französischen Cembalostils, der sich durch große Eleganz auszeichnet, und das Fundament für die französische Musik bis ins 18. Jahrhundert lieferte; charakteristisch ist der style brisé, eine durchbrochene fließende Setzart, die sich aus der zeitgenössischen Lautenmusik ableitete.
Typisch französisch ist außerdem die Konzentration auf Tänze, die bei Chambonnières ein stilisiertes, anmutig-elegantes Gesicht bekommen, mit oft weitgespannten melodischen Bögen, und mit interessanten kontrapunktisch-bewegten Mittel- und Unterstimmen. Das kontrapunktische Gerüst unterscheidet ihn von seinen Nachfolgern ebenso wie von der Lautenmusik. Die kanonische Anlage der Allemande La Rare findet sich in einer Courante und einer Sarabande wieder, welche die Melodie der Allemande paraphrasieren. Er verwendete auch ab und zu bereits emblematische Titel, wie sie später so groß in Mode kamen (z. B. Sarabande ‘Jeunes Zephirs’), manchmal in Anspielung an bestimmte Persönlichkeiten (Sarabande de la Reyne, Courante de Madame).
Neben den zweimal 30 Stücken in seinen Pièces de clavessin von 1670 hinterließ Chambonnières noch zahlreiche andere Tänze, vor allem im berühmten Manuscrit Bauyn, aber auch in vielen anderen Manuskripten: Laut Bruce Gustafson erfuhr seine Musik „weitere Verbreitung als die Werke irgendeines anderen französischen Cembalisten des 17. Jahrhunderts“.  Die beiden beliebtesten Stücke waren dabei die Courante „Iris“ und die Sarabande „Jeunes Zephirs“.

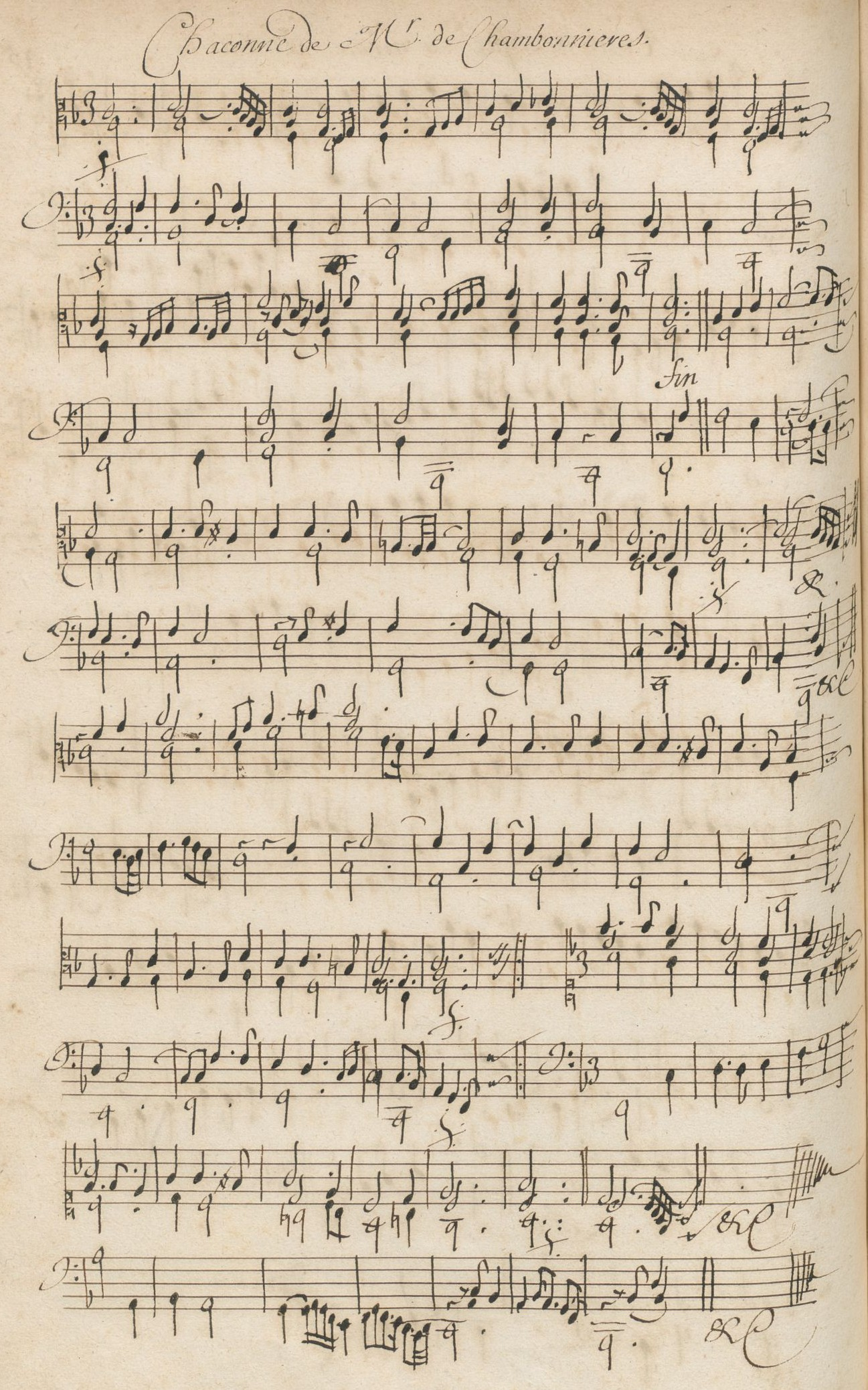
Chambonnières oder L. Couperin (?): Chaconne in F, Manuscrit Bauyn, f. 45v

 Chambonnières’ Werk erstreckt sich auf insgesamt 148 Tänze. Interessant ist dabei die große Zahl von 67 Couranten im Vergleich zu 15 Allemanden, 31 Sarabanden, und 21 Giguen. Chambonnières schrieb noch 4 Pavanen, die der Tradition entsprechend alle dreiteilig sind. Seine Gaillarden haben kaum Ähnlichkeit mit dem ursprünglichen Tanz, sie sind relativ langsam, und von einem komplexen, prunkenden Charakter. Von den 4 Chaconnen des Manuscrit Bauyn ist eine in F-Dur (auf f. 45v, siehe Abbildung) im Manuscrit Parville auch unter dem Namen von Louis Couperin überliefert und hat dort zwei Couplets mehr – ob Louis nur diese beiden letzten Couplets hinzugefügt hat, oder doch das ganze Stück von ihm stammt, ist ungeklärt. Das letzte Stück im zweiten Band der Pièces de clavessin von Chambonnières ist ein seinerzeit noch sehr neumodisches Menuet.
Im Manuskrit Bauyn sind Chambonnières Tänze meistens nur listenmäßig, nach Tonart und Charakter eingetragen, sie müssen vom Interpreten selber zu Suiten zusammengestellt werden (Ausnahme ist eine Suite in B-Dur). Dabei sind seine Pièces de clavessin eine große Orientierungshilfe. Es muss betont werden, dass Chambonnières im Vergleich zu Froberger eine wesentlich lockerere und fantasievollere Idee von der Reihenfolge der Suite hatte. Obwohl die Grundreihenfolge Allemande-Courante-Sarabande auch bei ihm deutlich zu erkennen ist, besteht ein erster wichtiger Unterschied darin, dass die meisten Suiten drei Couranten nacheinander bringen, seltener zwei. Eine Standardsatzfolge lautet also: Allemande-Courante-Courante-Courante-Sarabande.
Andere Sätze – wie Giguen oder eine Gaillarde – werden meistens hinten angehängt, aber es gibt auch Suiten mit einer Gigue oder Gaillarde an zweiter Stelle. Ein ganz exzentrischer Fall ist die Suite g-Moll aus Pièces de clavessin II mit der Satzfolge: Pavane – Gigue – Courante – Gigue.
Von größter Bedeutung für die Wirkung sind die Verzierungen, sie gehörten zu Chambonnières Zeit (wie in Italien) zu den Geheimnissen des guten Interpreten und Komponisten: In den Manuskripten sind die Stücke fast unverziert, der Dekor bleibt der Kunst und Fantasie des Interpreten überlassen. Chambonnières brachte in seinen publizierten Pièces de clavessin zum ersten Mal eine „Idealversion“ seiner Stücke mit vorgeschriebenen Verzierungen. Dabei verwendete er sieben verschiedene Zeichen (zum Vergleich: d’Anglebert benutzt 1689 ganze 29 Verzierungszeichen). Dies war ein wichtiger Schritt, mit dem er einem allgemeinen Publikum zum ersten Mal wichtige Geheimnisse seiner Zunft anvertraute – nicht zufällig aber erst zwei Jahre vor seinem Tode.
Wenn man Le Gallois (1680) glauben schenken darf, hätte sich Chambonnières selber, in seiner besten Zeit, vermutlich nicht streng an seine vorgeschriebenen Verzierungen gehalten: „…jedes Mal, wenn er ein Stück spielte, mischte er neue Schönheiten darunter mit Vorhalten, Passagen, und diversen Verzierungen, mit Doppelschlägen. Schließlich machte er sie so verschieden durch all diese Schönheiten, dass man daran jedes Mal neue Reize fand.“

## Schüler
- Jean-Henri d’Anglebert
- Robert Cambert
- Louis Couperin
- Jacques Hardel (um 1643–1678)
- Guillaume Gabriel Nivers

## Noten
- Jean-Henry d’Anglebert, Pièces de Clavecin – Édition de 1689, Facsimile, publ. sous la dir. de J. Saint-Arroman, Courlay: Édition J. M. Fuzeau, 1999.
- Manuscrit Bauyn, première partie: Pièces de Clavecin de Jacques Champion de Chambonnières, Facsimile, prés. par Bertrand Porot, Courlay: Édition J. M. Fuzeau, 2006.
- Jacques Champion de Chambonnières, Les Pièces de Clavessin, Vol. I & II, Facsimile of the 1670 Paris Edition, New York: Broude Brothers, 1967.
- Louis Couperin, Pièces de Clavecin (Le Pupitre LP. 18), Ed. par Alan Curtis, Paris: Heugel, 1970.